# Callirhipis marmorea
Callirhipis marmorea là một loài bọ cánh cứng trong họ Callirhipidae. Loài này được Fairmaire miêu tả khoa học đầu tiên năm 1878.